# Crisoma de Jerdon
El crisoma de Jerdon (Chrysomma altirostre) és una espècie d'ocell de la família dels paradoxornítids (paradoxornitidae), tot i que sovint encara se'l troba classificat amb els sílvids (Sylviidae). Es troba de forma fragmentada a l'Índia, Myanmar, Nepal i Pakistan. El seu hàbitat el conformen cursos d'aigua i herbassars El seu estat de conservació es considera vulnerable.
El nom de Jerdon fa referència al ornitòleg i cirurgià escocès Thomas C. Jerdon (1811-1872).

## Taxonomia
Tradicionalment el gènere Chrysomma es classificava dins de la família dels timàlids (Timaliidae), però se'l traslladà a la família dels sílvids (Sylviidae) quan es demostrà la seva proximitat genètica amb els membres del gènere Sylvia.
El Congrés Ornitològic Internacional, en la seva llista mundial d'ocells (versió 10.2, 2020) el transferí finalment a la família dels paradoxornítids (Paradoxornithidae). Tanmateix, el Handook of the Birds of the World i la quarta versió de la BirdLife International Checklist of the birds of the world (Desembre 2019), aquest tàxon apareix classificat encara dins de la família dels sílvids.